# 奥尔良公爵
奥尔良公爵（法語：Duc d'Orléans）是从1344年开始使用的一个法国贵族爵位，以其最初的封地奥尔良命名。这一称号主要被授予王室的亲王。

## 奥尔良公爵列表

### 瓦盧瓦家族

#### 第一次冊封
- 1344年－1375年：瓦卢瓦的菲利普（1336年－1375年）法国国王菲利普六世之子

#### 第二次冊封
- 1392年－1407年：路易一世（1372年－1407年）法国国王查理五世之子
- 1407年－1465年：夏尔一世（1407年－1465年)
- 1465年－1498年：路易二世（1462年－1515年）1498年成为法国国王，称路易十二

#### 第三次冊封
- 1519–1536年：亨利一世（1519年－1559年）1536年成为法国国王，称亨利二世

#### 第四次冊封
- 1522年－1545年：夏尔二世（1522年－1545年）法国国王弗朗索瓦一世之子

#### 第五次冊封
- 1549年－1550年：路易三世（1549年－1550年）法国国王亨利二世之子

#### 第六次冊封
- 1550年－1560年：夏尔三世·马克西米利安（1550年－1574年）1560年成为法国国王，称夏尔九世

#### 第七次冊封
- 1560年－1574年：亨利·亚历山大（1551年－1589年）1574年成为法国国王，称亨利三世

### 波旁家族

#### 第八次冊封
- 1607年-1611年：尼古拉·亨利（1607年－1611年）亨利四世之子

#### 第九次冊封
- 1626年－1660年：加斯东（1608年－1660年）亨利四世之子

### 奥尔良家族

#### 第十次冊封
- 1660年－1701年：菲利普一世（1640年－1701年）路易十三之子
- 1701年－1723年：菲利普二世（1674年－1723年）摄政王
- 1723年－1752年：路易一世（1703年－1752年)
- 1752年－1785年：路易-菲利普一世（1725年－1785年)
- 1785年－1793年：路易-菲利普二世（1747年－1793年）绰号“路易平等”
- 1793年－1830年：路易-菲利普三世（1773年－1850年）1830年成为法国国王，称路易-菲利普一世

#### 第十一次冊封
- 1830年－1842年：费迪南·菲利普（1810年－1842年），1830年成为法国王儲
- 1850年－1880年（未正式使用頭銜）：菲利普七世（1838年－1894年）路易·菲利浦一世孫，费迪南·菲利普之子
- 1880年－1926年：菲利普八世（1869年－1926年）巴黎伯爵菲利普七世长子
- 1960年：奥尔良的弗朗索瓦（法语：François d'Orléans (1935-1960)）（1935年－1960年）巴黎伯爵亨利六世次子
- 1969年至今：奥尔良的雅克（法语：Jacques d'Orléans）（1941年－）巴黎伯爵亨利六世第四子